# Corydalis ampelos
Corydalis ampelos là một loài thực vật có hoa trong họ Anh túc. Loài này được Lidén & Z.Y. Su mô tả khoa học đầu tiên năm 2008.